# Luise-Isabella Matejczyk
Luise-Isabella Matejczyk (* 21. August 1989 in Düsseldorf) ist eine Laiendarstellerin.

## Leben und Karriere
Matejczyk hatte 2014 ihren ersten Auftritt in der Fernsehserie Hilf mir! Jung, pleite, verzweifelt …. Sie gehört seit 2016 (Folge 1005) zum Hauptcast der Reality-Seifenoper Köln 50667 des Fernsehsenders RTL II, wo sie als Lea Hammerschmidt zu sehen ist. Aufgrund ihrer Schwangerschaft legte sie 2022 eine Pause in ihrer Karriere ein, ist aber mittlerweile zurück am Set und hat ihre Rolle wieder aufgenommen.
Sie ist mit ihrem früheren Köln-50667-Kollegen Pascal Zadow liiert und hat eine Tochter.

## Filmografie
- 2014: Hilf mir! Jung, pleite, verzweifelt … (Fernsehserie)
- seit 2016:  Köln 50667 (Fernsehserie)
- 2017: Die Ruhrpottwache (Fernsehserie)
- 2019: Ingo Kantorek – Ein Leben voller Leidenschaft (Dokumentation)
- 2025: Das Sommerhaus der Stars – Kampf der Promipaare (Teilnehmerin, Reality-TV-Show)